# Bosmie-l'Aiguille
Bosmie-l'Aiguille è un comune francese di 2 345 abitanti situato nel dipartimento dell'Alta Vienne nella regione della Nuova Aquitania.

## Società

### Evoluzione demografica
Abitanti censiti

## Amministrazione

### Gemellaggi
- Pedralba, Spagna